# Kinderzeichnung
Kinderzeichnungen sind Produkte von Kindern beim Malen, Zeichnen und Hantieren mit flächig aufzutragenden Substanzen.

Kinderzeichnungen können Aufschluss über die kindliche Entwicklung und zu psychologischen Fragestellungen geben. 

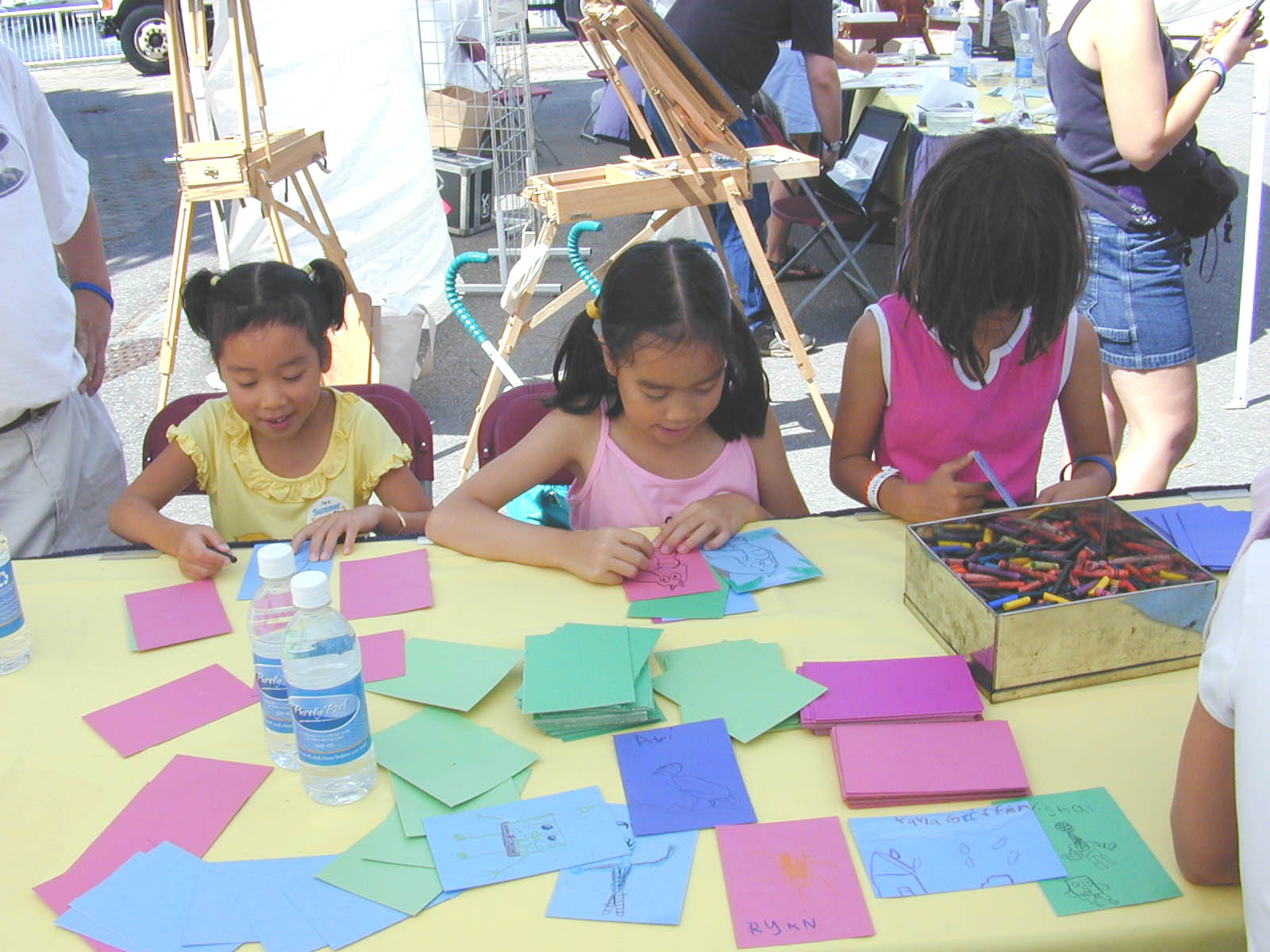

## Entwicklung der Kinderzeichnung
Um die Malentwicklung von Kindern besser beschreiben zu können, werden einzelne Phasen herausgestellt. Die Altersangaben sind keine für jedes Kind gültigen Werte, da manche Kinder in der Entwicklung ihrer bildnerischen Äußerungen einzelne Teilphasen überspringen oder zeitweilig auf eine frühere zurückgehen.

### Spurschmieren
Im Alter von etwa 8–18 Monaten „bearbeiten“ Kinder gerne flüssige oder breiartige Substanzen, ohne sich um die Ergebnisse zu kümmern. Dabei lernt das Kind den Zusammenhang zwischen seiner Gebärde und der hinterbliebenen Spur auf dem Tisch zu erkennen.

### Kritzeln

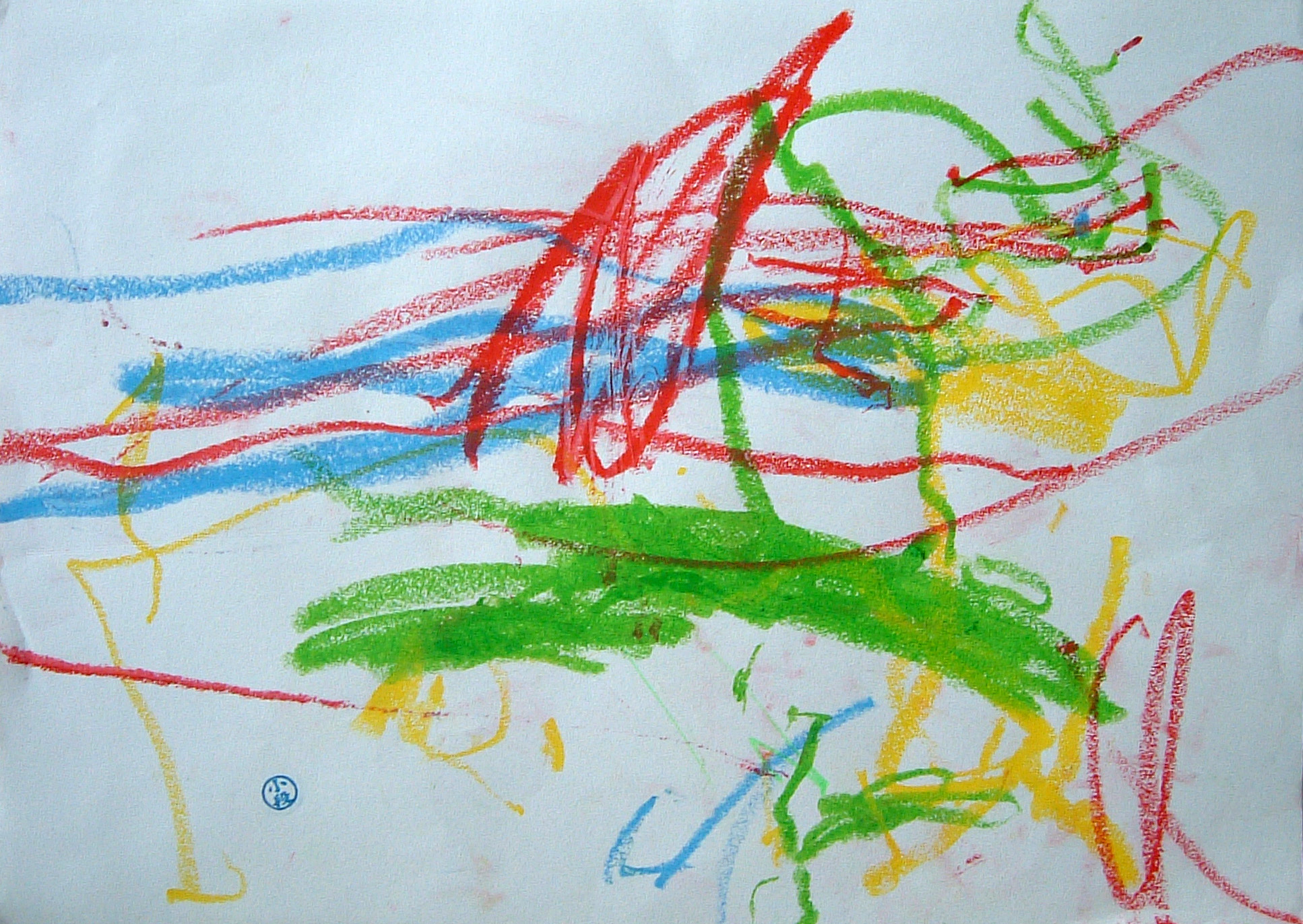
Kritzelphase (22 Monate)

Sobald Kinder einen Stift o. ä. fassen und führen können, also ungefähr ab einem Lebensalter von einem Jahr, beginnt die Kritzelphase. Zunächst geht die Bewegung noch hauptsächlich vom Schultergelenk aus (sogenanntes Hiebkritzeln; ca. 12–16 Monate), was einzelne, wahllose Striche auf dem bekritzelten Untergrund hinterlässt, dann vom Ellenbogengelenk (Schwingkritzeln; ca. 16–22 Monate), was zu dichten Strichlagen führt, die in beide Richtungen verlaufen (also etwa von links unten nach rechts oben und wieder zurück), dann vom Handgelenk. Damit ist das Kreiskritzeln möglich, das knäuelartige Spuren hinterlässt. Diese Phase ist mit ca. 21–23 Monaten erreicht. Die Kinder sind jetzt auch in der Lage, den Stift anzuheben und dann wieder neu aufzusetzen, also voneinander getrennte Gebilde auf dem Untergrund zu hinterlassen. Etwa um das dritte Lebensjahr herum, wenn ein geschlossenes Kreisgebilde oder gerade Linien gezogen werden können, endet die Kritzelphase. Die Kinder beginnen jetzt mit ungefähr zweieinhalb Jahren, ihre Zeichnungen zu kommentieren und zu benennen. Erste Darstellungsabsichten lassen sich erkennen. Ab dem dritten Lebensjahr kommen auch noch die Zickzackkritzel und isolierte Kreiskritzel hinzu. Ein wichtiger Entwicklungsschritt ist es, die Gebärden zu verlangsamen. Wenn das Kind gewollt seine Malbewegungen verlangsamen kann, vermag es erste geometrische Formen, wie Halbkreise oder Kreise, abzubilden.

### Kopffüßler

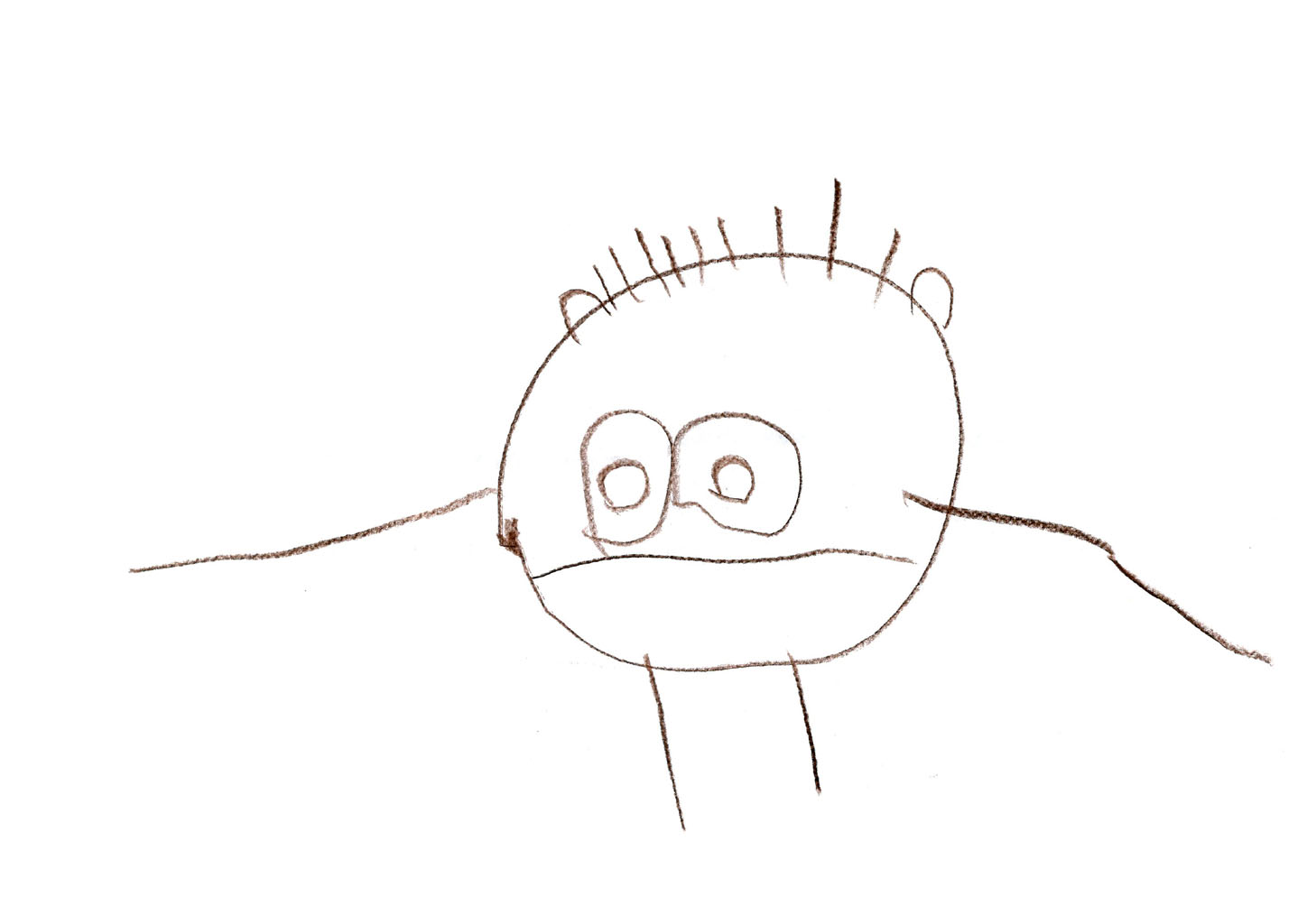
Kopffüßler

Die ersten Gebilde auf Kinderzeichnungen, die für Erwachsene etwas Erkennbares darstellen, sind die sogenannten „Kopffüßler“. Sie bestehen zunächst aus einem Kreis mit fühler- oder tentakelartigen Gebilden, die nach allen Richtungen abstehen – dem sogenannten Tastkörper. Er hat zwar Ähnlichkeit mit Sonnendarstellungen auf späteren Kinderbildern, wird aber eher als Ausdruck der momentanen Entwicklungssituation des Kindes selbst, das nach allen Seiten hin Erfahrungen macht und seinen Horizont ausdehnt, angesehen. Später beschränkt sich die Anzahl an angehängten Gliedmaßen auf zwei bis vier und in den Kreis wird ein schematisches Gesicht eingefügt. Warum bei diesen frühen Menschendarstellungen regelmäßig der Rumpf fehlt, obwohl schon sehr viel jüngere Kinder wissen, dass es einen Bauch gibt, und diesen an sich selbst und anderen auch zeigen können, ist umstritten. Gegen Ende der Kopffüßlerphase, wenn sich auch die Strichmännchen entwickeln, werden auch andere Formen, etwa Rechtecke, in das Repertoire aufgenommen, so dass nun auch andere Bildinhalte als nur die „Urlebewesen“ dargestellt werden können.

### Vorschemaphase

Nach der Kopffüßlerphase

Ab einem Alter von etwa vier Jahren beginnen Kinder, ihre Bilder stärker zu komponieren. Sie arbeiten nun mit Koordinatenlinien wie z. B. einem Strich oder Balken, der den Himmel, und einem anderen, der den Boden darstellt, achten auf Differenzierung und Details wie z. B. Vorhänge oder Augenwimpern und setzen zahlreiche Gegenstände im Bild zueinander in Bezug. Auch die Farbwahl wird jetzt bewusst vorgenommen.

### Werkreife

Mädchen und Junge werden fotografiert

Darstellung des Cannstatter Volksfests

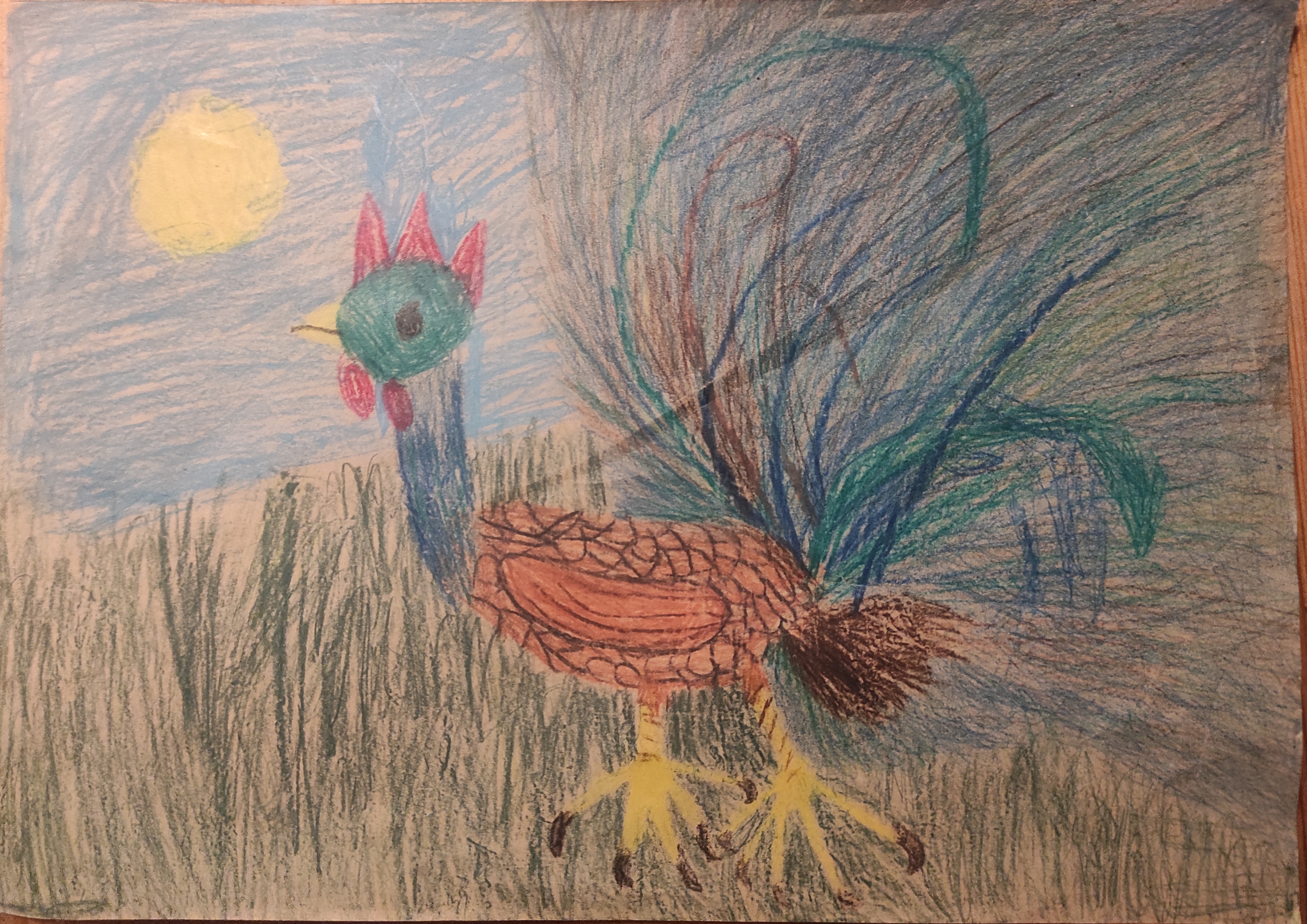
Zeichnung eines Hahnes von einem knapp Sechsjährigen

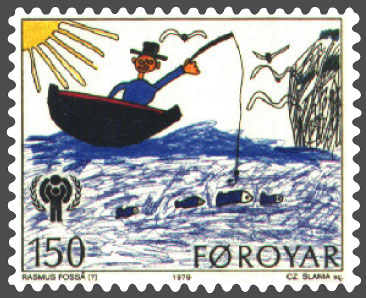
Die typische angeschnittene Sonne

Nach den Aufbaustadien, der Kritzelphase und der Vorschemaphase sind etwa zwischen dem fünften und siebten Lebensjahr die grundlegenden grafischen Merkmale der Personen und Gegenstände erarbeitet. In dieser Zeit wird die Kinderzeichnung zwar noch reicher an Details und Verknüpfungen, aber es treten keine grundsätzlich neuen Ereignisse mehr auf.
Um diese Erscheinungsformen der Kinderzeichnung zu beschreiben, hat Karl Bühler den Begriff der „Werkreife“ eingesetzt. Die Grenzzone der Werkreife markiert den Beginn von Darstellungs- und Ausdruckstendenzen, die sich im weiteren Verlauf der Entwicklung fortsetzen. Die Individualisierung und Präzisierung des Bildkonzeptes zeigt sich dadurch, dass die Kinderzeichnung um den Schuleintritt herum an Unverwechselbarkeit gewinnt und jedes Kind seine ganz spezifischen, auf seinen eigenen Erfahrungen beruhende Formvarianten und Bildkonzepte als Ergebnisse individueller Erarbeitung bildet. Als Folge der Individualisierung des bildnerischen Tuns gewinnt die Kinderzeichnung an Ausdruck und Mitteilungsgehalt. Das Kind entdeckt zunehmend die Möglichkeiten der Darstellungsmittel, den Gegenstand grafisch prägnant zu bezeichnen, und passt Motive und Organisationsstruktur seines Bildes je nach emotionaler und motivationaler Aussage an.
Ein nächstes Charakteristikum ist die Verdeutlichung des Mitteilungsgehaltes. Das Kind selbst wird sich der Kommunikationskraft seiner Zeichnungen bewusst und registriert Verstehensabsicht und Bereitschaft des Beobachters. Wenn es sich in seiner Mitteilung nicht verstanden fühlt, kann es zu einer Umorganisation der Bildmotive kommen. In dieser Zeit bilden sich die Qualitäten der Kinderzeichnung heraus, welche die Verfassung des Phänomens ausmachen.

### Schemaphase I
Typisch für die nun folgende Schemaphase I, die ungefähr bei Fünf- bis Achtjährigen zu verzeichnen ist, sind die „Röntgenbilder“, die mehrere Schichten des Gegenstandes abbilden, obwohl dieser eigentlich undurchsichtig wäre. So sieht man auf diesen Bildern z. B. ein Haus zugleich von außen und von innen oder den Körperumriss unter den Kleidern. Die Größenverhältnisse der Gegenstände sind oft noch nicht realistisch erfasst, sondern richten sich nach dem Stellenwert des Dargestellten für das Kind.

### Schemaphase II
Ab einem Alter von etwa acht Jahren bis zum Abschluss der Entwicklung mit etwa zwölf Jahren beginnen die Kinder sich um realistische Größenverhältnisse und die Darstellung des dreidimensionalen Raums zu bemühen. Typisch für diesen Entwicklungsschritt sind sogenannte Steil- oder Horizontbilder, auf denen weiter entfernte Objekte kleiner und weiter oben im Bild zu sehen sind als Gegenstände, die sich im Vordergrund befinden sollen. An perspektivischen Zeichnungen etwa von Möbelstücken versuchen sich ungefähr Zehnjährige; noch später wird gelegentlich auch die Vogelperspektive gewählt, so dass auch Grundrisse u. ä. gezeichnet werden können. Oft neigen Kinder gegen Ende dieser Phase dazu, zu karikieren und zu ironisieren – vielleicht aus Unzufriedenheit mit ihren Versuchen, Dinge wirklich realistisch abzubilden.

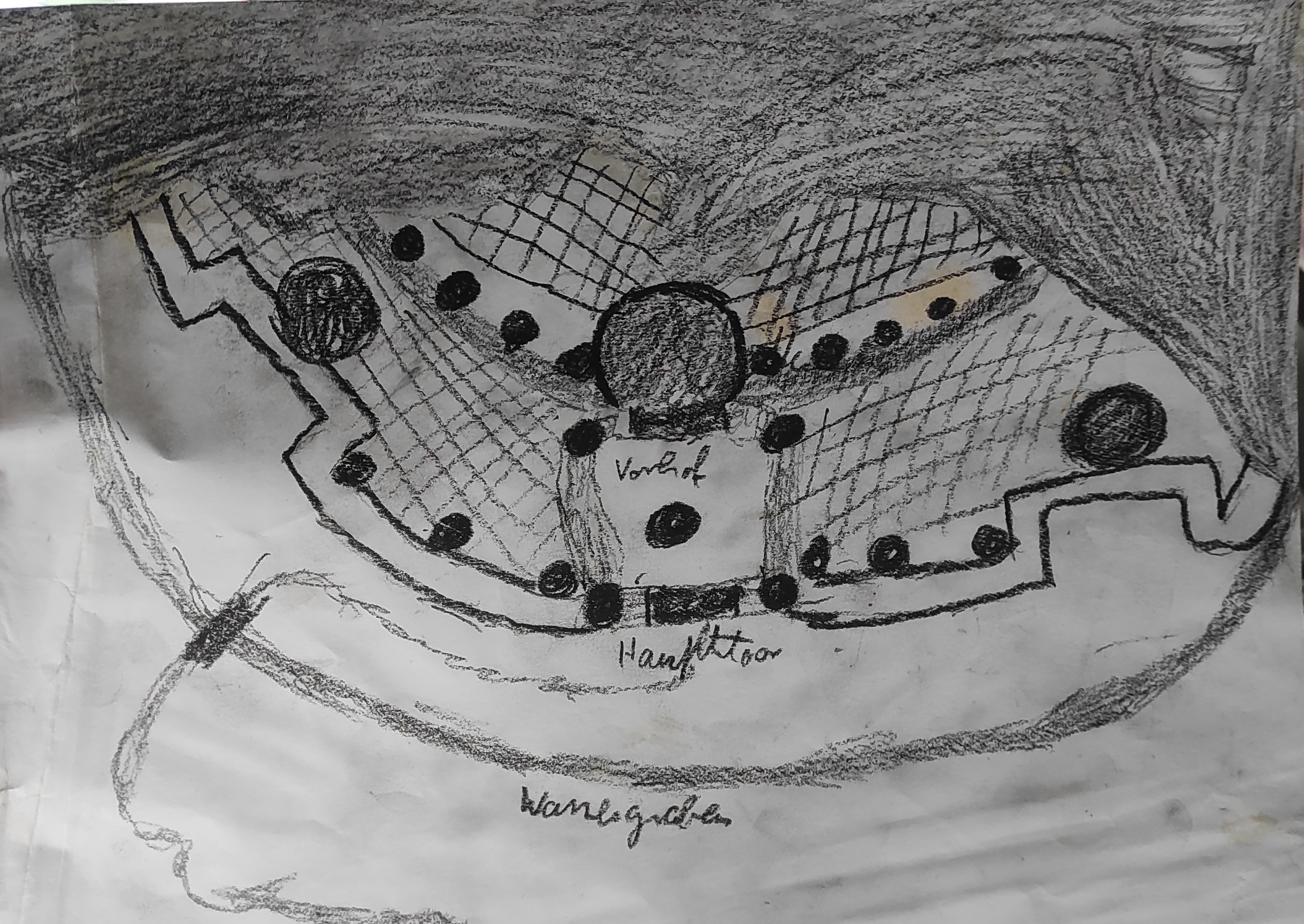
Grundrisszeichnung eines ungefähr 11-jährigen Kindes aus der Vogelperspektive

Mit der Schulzeit fängt oft auch eine Krise des bildnerischen Gestaltens an. Der Drang zur perfekten, realistischen Darstellung wird oft durch Zensurendruck in der Schule verstärkt. Nun malt das Kind nicht mehr nur aus Freude, sondern es möchte den eigenen und fremden Erwartungen gerecht werden und steht unter Leistungsdruck. Bei Abwertung bzw. Fehleinschätzung der ästhetischen Leistung z. B. durch eine schlechte Note kann es passieren, dass ein Kind die Freude am Malen verliert. Im schlimmsten Fall kann seine Persönlichkeit sich nicht voll entfalten. Kinder brauchen die bildnerische Darstellung auch als Ventil ihrer Emotionen, zur Dokumentation ihrer Wahrnehmung, zur Verarbeitung von Erlebnissen, sowie zur Darstellung von Fiktionen.

## Diagnostische Aspekte

### Darstellung Beziehungsqualitäten
Kinder im Grundschulalter stellen Beziehungen zu Personen, die sie mögen, anders dar als Beziehungen zu Personen, die sie nicht mögen. Dies konnte S. Gramel (2008) in einer Untersuchung mit über 500 Kindern im Grundschulalter feststellen. Die Kinder zeichnen positive Beziehungspersonen näher an der eigenen Person als negative. Positive Beziehungspersonen lächeln auf den Bildern häufiger. Die Kinder stellen Personen, die sie mögen, auch komplexer dar gegenüber Personen, die sie nicht mögen. Die Sonne kommt auf positiven Bildern häufiger vor. Die Kinder verwenden auf den positiven Beziehungsbildern auch häufiger ihre Lieblingsfarben. Die Bilder unterscheiden sich jedoch nicht in ihrer Farbfreudigkeit an sich. Eine Linie, die das Bild in unterschiedliche Teile aufteilt, kommt vorwiegend auf negativen Bildern vor. Aggressive Aktivitäten werden ausschließlich auf negativen Bildern gezeichnet, körperlich aggressive Handlungen vorwiegend von Jungen. Unterschiedliche Beziehungsqualitäten lassen sich also auf Kinderbildern anhand der dargestellten Kriterien gut unterscheiden.

### Familie in Tieren
Die Familie in Tieren (nach Luitgard Brem-Gräser (1957)) ist eine projektive Untersuchungsmethode, bei der das Kind seine Familienmitglieder als Tiere zeichnerisch darstellen soll. Kinder können auf diese Weise Konflikte im familiären Zusammenhang darstellen, ohne sich dabei der Sprache bedienen zu müssen.

## Literatur

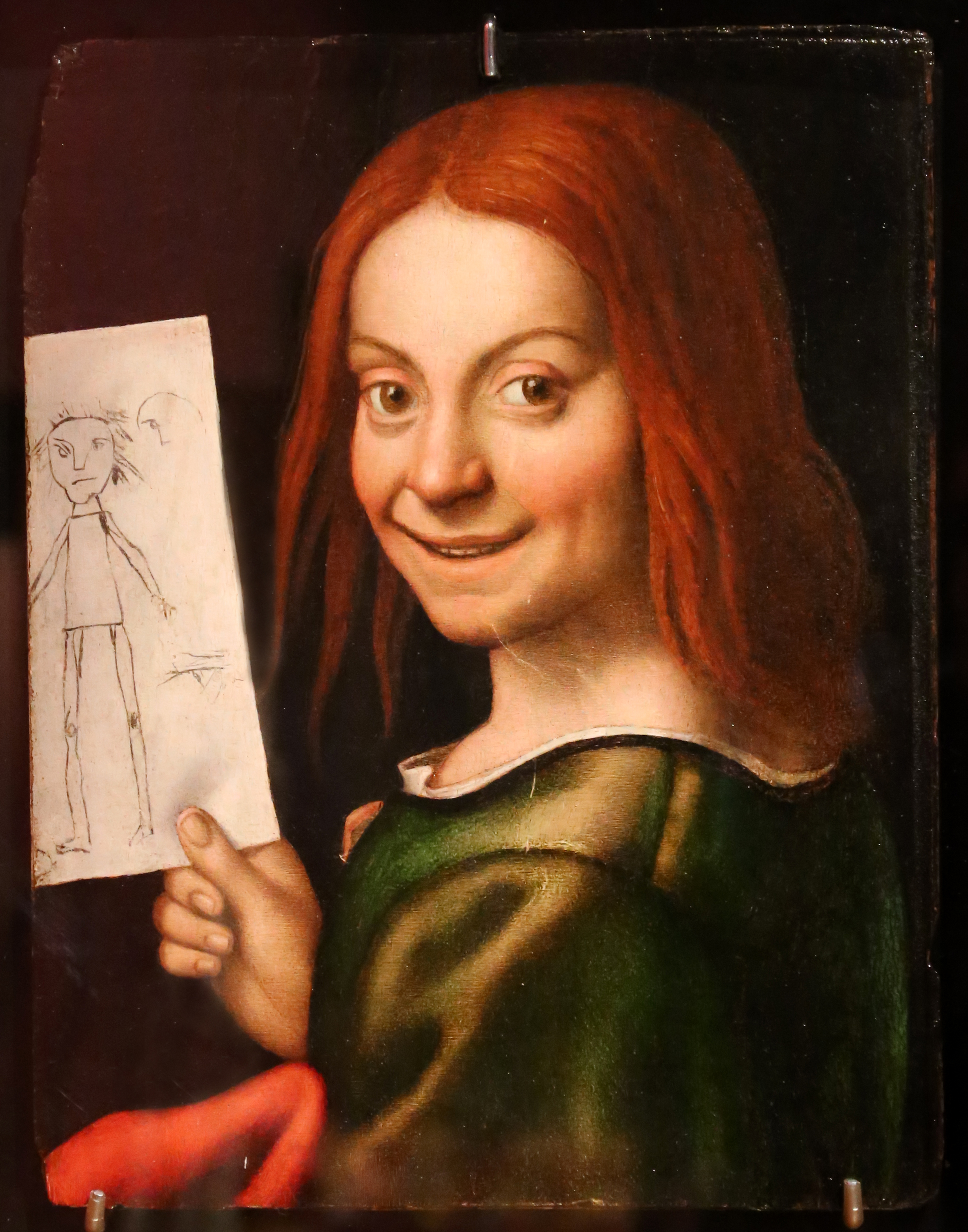
Knabe mit Zeichnung von Giovanni Francesco Caroto, um 1520

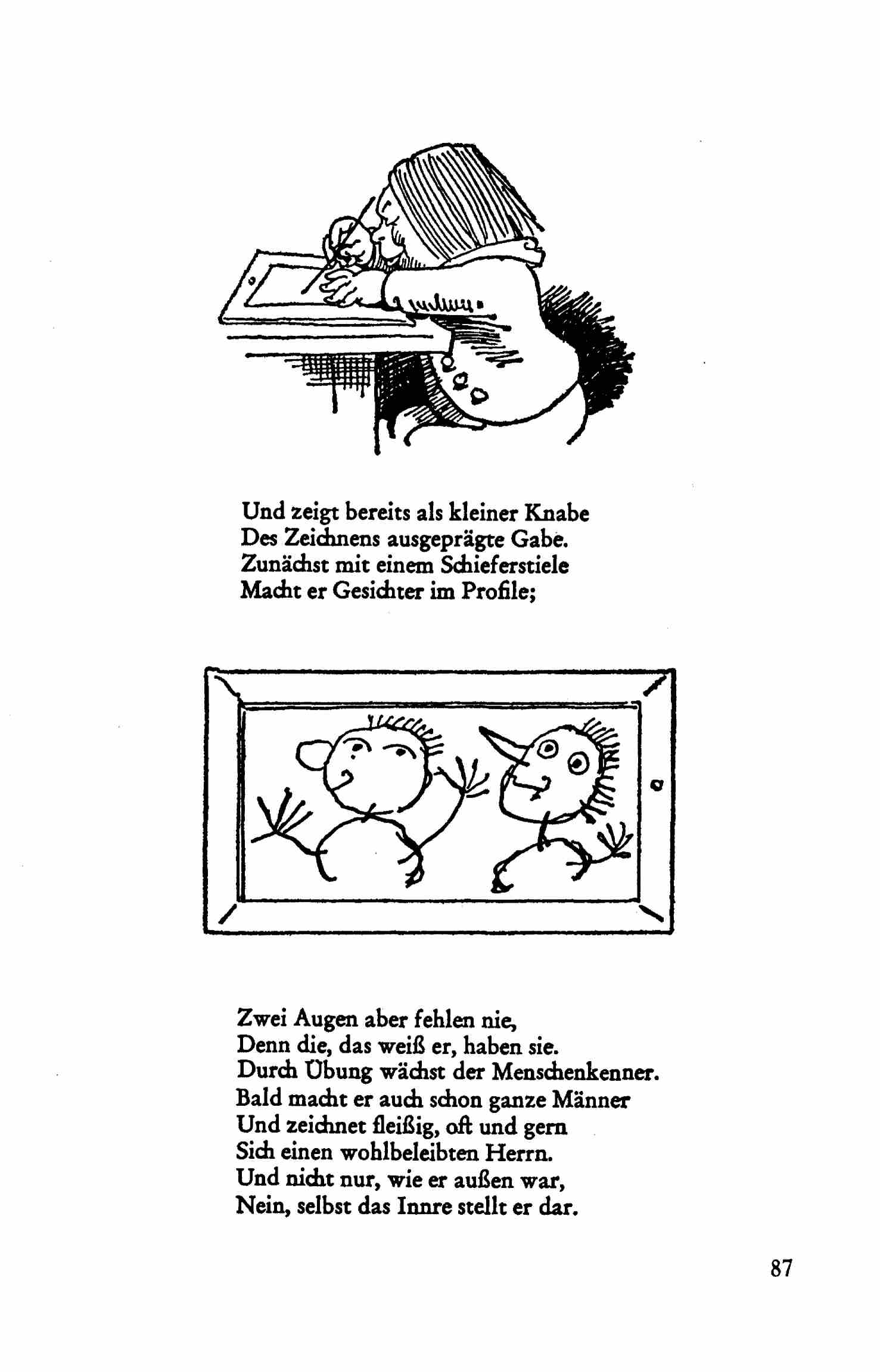
Wilhelm Busch: Karikatur des angehenden Maler Klecksel (1884)